# Culicoides radiomaculatus
Culicoides radiomaculatus är en tvåvingeart som beskrevs av Khamala 1991. Culicoides radiomaculatus ingår i släktet Culicoides och familjen svidknott.
Artens utbredningsområde är Kenya. Inga underarter finns listade i Catalogue of Life.